# Basílica de la Mercè
La Basílica de la Mare de Déu de la Mercè, o simplement de la Mercè, és una església d'estil barroc a la Plaça de la Mercè del Barri Gòtic de Barcelona, catalogada com a bé cultural d'interès local. Va ser construïda entre 1765 i 1775 sota la direcció de l'arquitecte Josep Mas i Dordal en substitució d'un temple gòtic dedicat a la Mare de Déu de la Mercè, patrona de la ciutat. Formava part del desamortitzat convent del mateix nom, que actualment allotja les dependències de la Capitania General de la Quarta Regió Militar.

## Història

### Orde dels Mercedaris
L'Orde de la Mercè es va fundar a Barcelona el 1218, gràcies a l'impuls de Pere Nolasc i Ramon de Penyafort i el suport de Jaume I. Inicialment era una confraria que es cuidava de l'Hospital de Santa Eulàlia i al rescat de captius, amb una organització propera a un orde militar. Gràcies a la intervenció del bisbe de Barcelona, Berenguer de Palou, el papa Gregori IX (1227-1241) el va aprovar com orde religiós l'any 1235.
Sembla que el mateix Pere Nolasc va adquirir el 1232 uns terrenys que havien estat anteriorment propietat de Jaume I, situats entre la ciutat vella i el mar. Ramon de Plegamans, que va intervenir en l'operació, va aixecar un hospital en aquell lloc, també dedicat a Santa Eulàlia. Entre el 1249 i 1267 es va aixecar la primera església, dedicada a la Mare de Déu, precursora de l'actual.

### Construcció

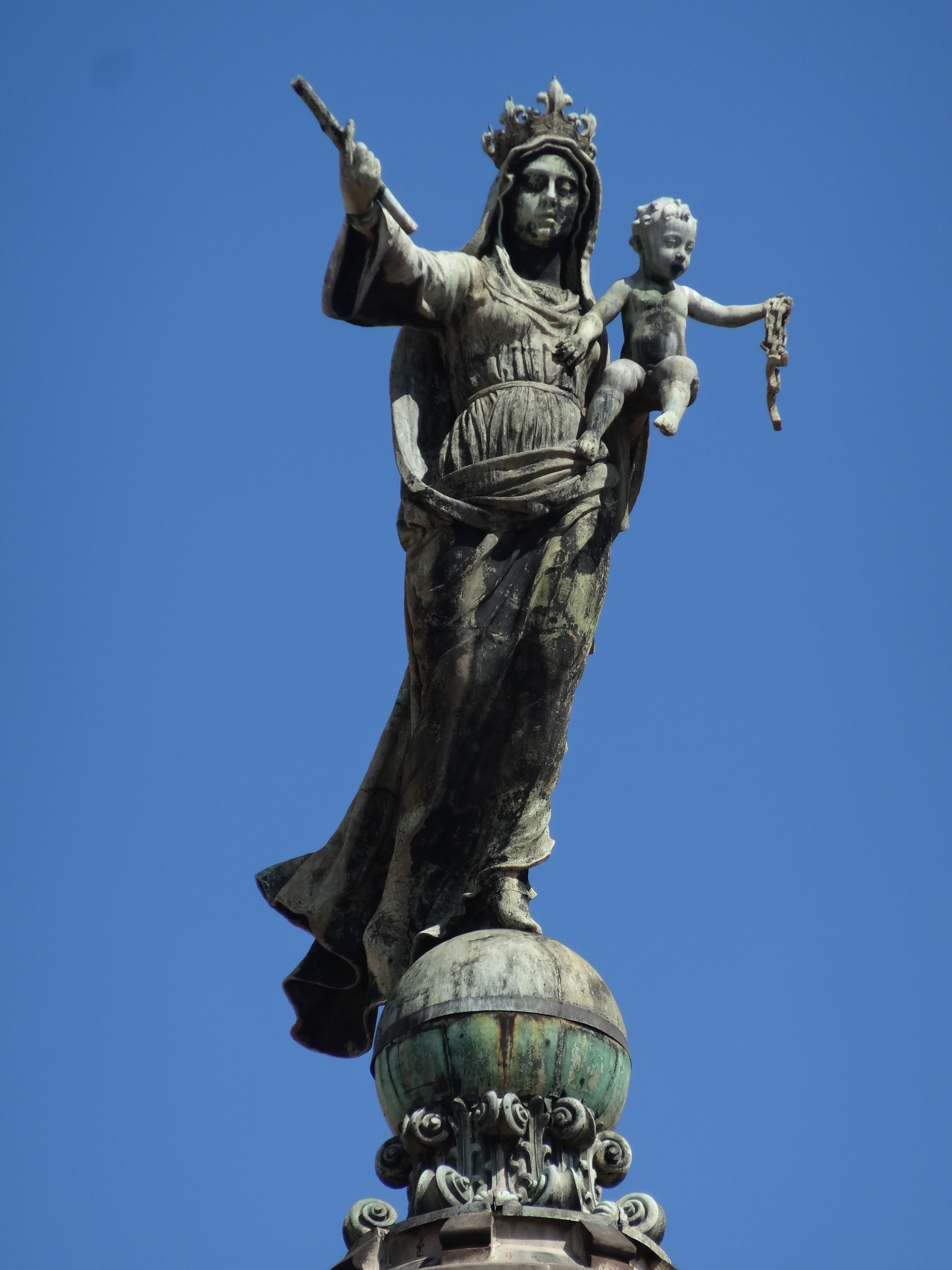
Escultura que corona la cúpula

L'actual església s'aixeca sobre una anterior d'època medieval, construïda entre 1249-1267, que va ser la primera església de l'Orde Mercedari i que va tenir una ampliació en estil gòtic als segles xiv-xv, tot quedant configurat un conjunt conformat per l'església i el convent del mateix orde.
Amb el temps, la popularitat i devoció a la Mare de Déu de la Mercè havia crescut molt, fet que va condicionar l'ampliació del temple. Primer s'encarregà a l'arquitecte Joan Garrido i Bertran un projecte d'ampliació, però finalment, la comunitat mercedària va acordar enderrocar l'església medieval i bastir-ne una de nova segons un projecte de Josep Mas i Dordal. Les obres es van iniciar al 1765 i l'església es va consagrar de nou al 1765, tot i que les obres durarien fins 1777. Destaca la decoració ornamental de la façana, obra de Carles Grau.
Entre l'any 1808 i 1814, a causa de la Guerra del Francès, l'església i el convent foren saquejats i posteriorment, el 1835, van ser objecte de desamortització. Aquest any l'estat va confiscar el convent i el va destinar a caserna (1844-1845), convertint-lo en Casino militar durant el 1845 i finalment, des de l'any 1846 fins a l'actualitat és seu de la Capitania General de la Quarta Regió Militar.

### Reformes

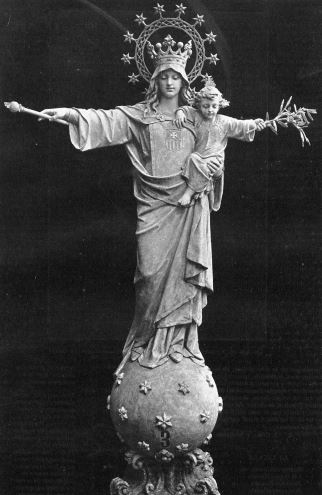
Antiga escultura de Maximí Sala

El 1870 es va instal·lar al lateral del carrer Ample una porta d'estil gòtic flamíger del segle xvi amb aspectes renaixentistes, traslladada de l'antiga església de Sant Miquel, enderrocada per ampliar la Casa de la Ciutat. Va ser esculpida pel francès René Ducloux i el mestre de cases català Gabriel Pellicer el 1516 i conserva la forma gòtica incorporant-hi detalls clàssics.
El 1888 es va construir una gran cúpula sobre el creuer, obra de Joan Martorell i Montells, així com la capella del Santíssim al costat de l'Evangeli i un cambril per al culte de la Mare de Déu. La cúpula es va coronar amb una imatge de la Mare de Déu de la Mercè, obra de Maximí Sala, destruïda el 1936 i substituïda el 1958 per una de més gran dels germans Oslé (Miquel Oslé i Llucià Oslé).
A la mateixa època s'hi van instal·lar quatre llums procedents del veí Palau del Marquès d'Alfarràs, cedides per l'Institut Nacional de Previsió, propietari de l'immoble.

### Basílica menor
Aquesta església fou la segona de Barcelona que assolí el títol de basílica menor, precedida únicament per la Catedral de Barcelona. El títol basilical li fou concedit l'any 1918 pel papa Della Chiesa, Benet XV, en el marc de les festes commemoratives del VII Centenari de l'aparició de la Mare de Déu a Sant Pere Nolasc.
El 1990, amb motiu de la repavimentació del sòl de tota la Basílica, es va procedir a efectuar una intervenció des del Museu d'Història de la Ciutat en la qual es van documentar (aixecament de plànols i fotografia) i netejar les làpides dels vasos sepulcrals que es localitzaven en l'àrea afectada.

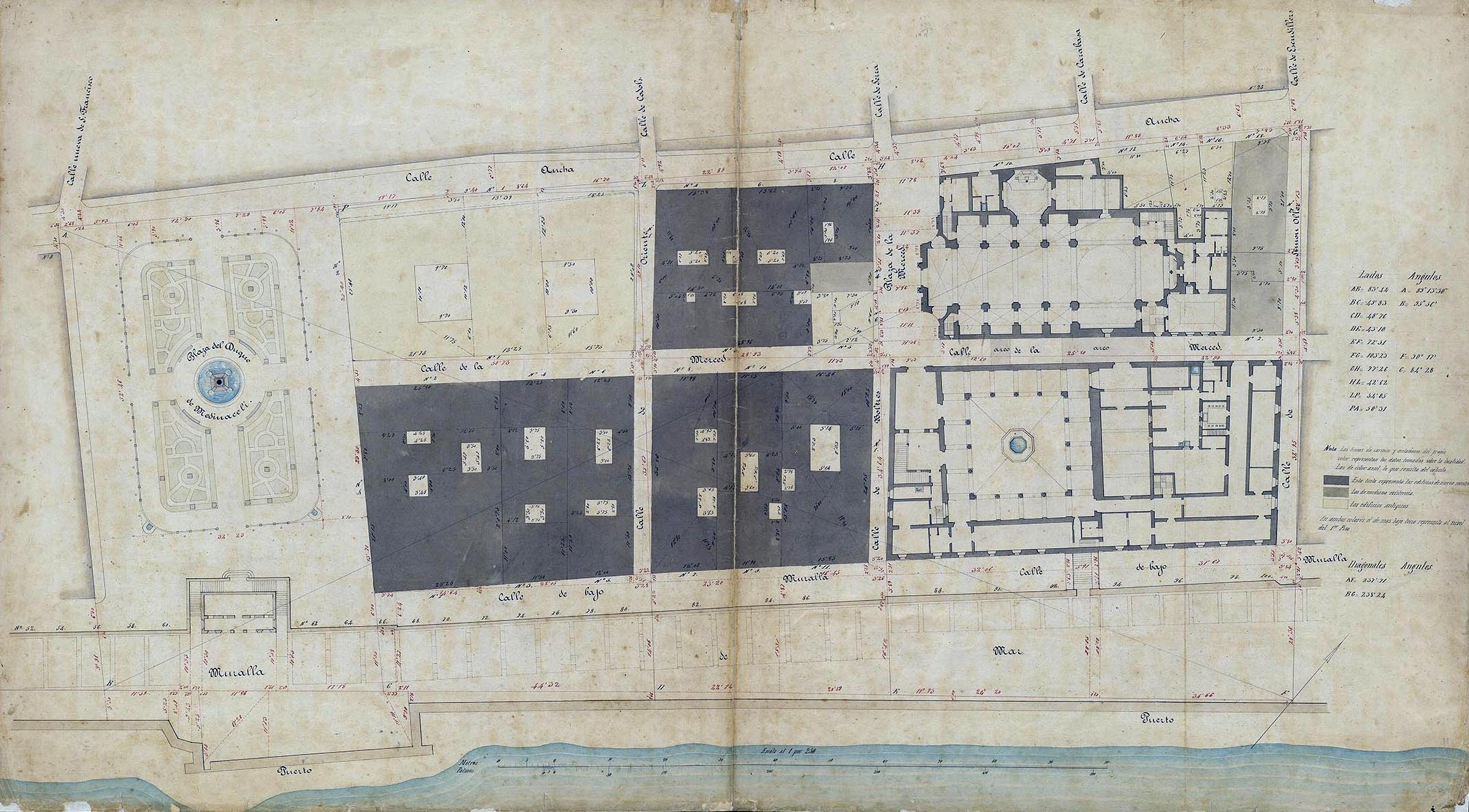
Quarteró núm. 118 de Garriga i Roca (c. 1860)

## Descripció
L'edifici actual és fruit d'un projecte barroc que es caracteritza per la planta de creu llatina amb una gran cúpula al creuer i quatre capelles a cada costat.

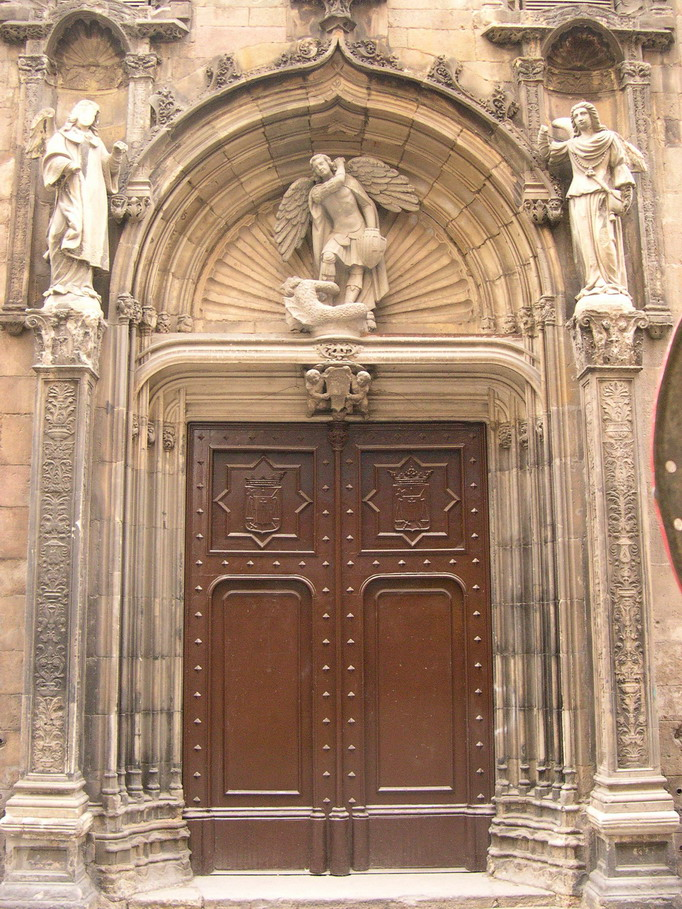
Porta de la façana lateral que dona al carrer Ample, traslladada de la desapareguda església de Sant Miquel

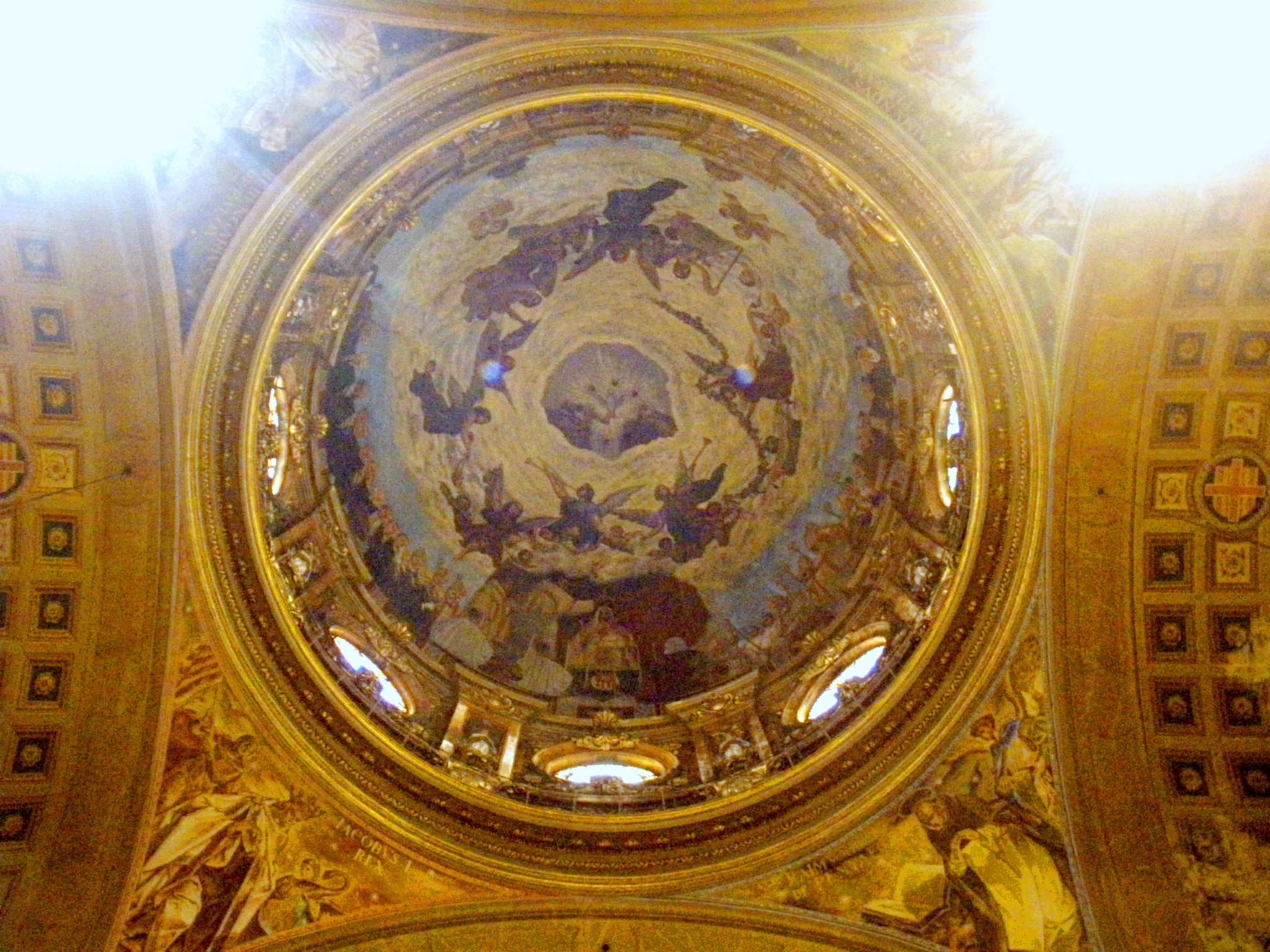
Interior de la cúpula

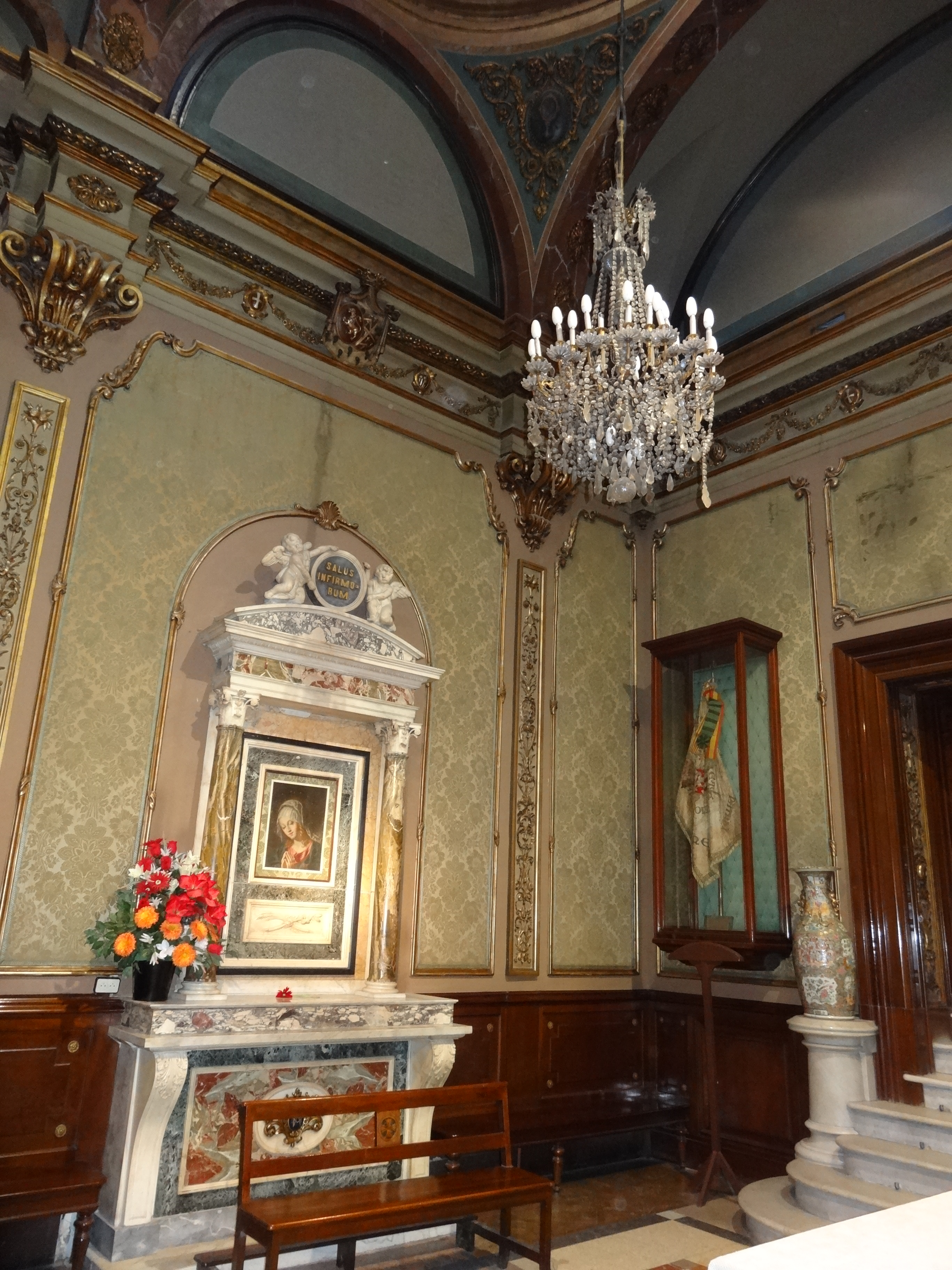
Cambril de la Mare de Déu

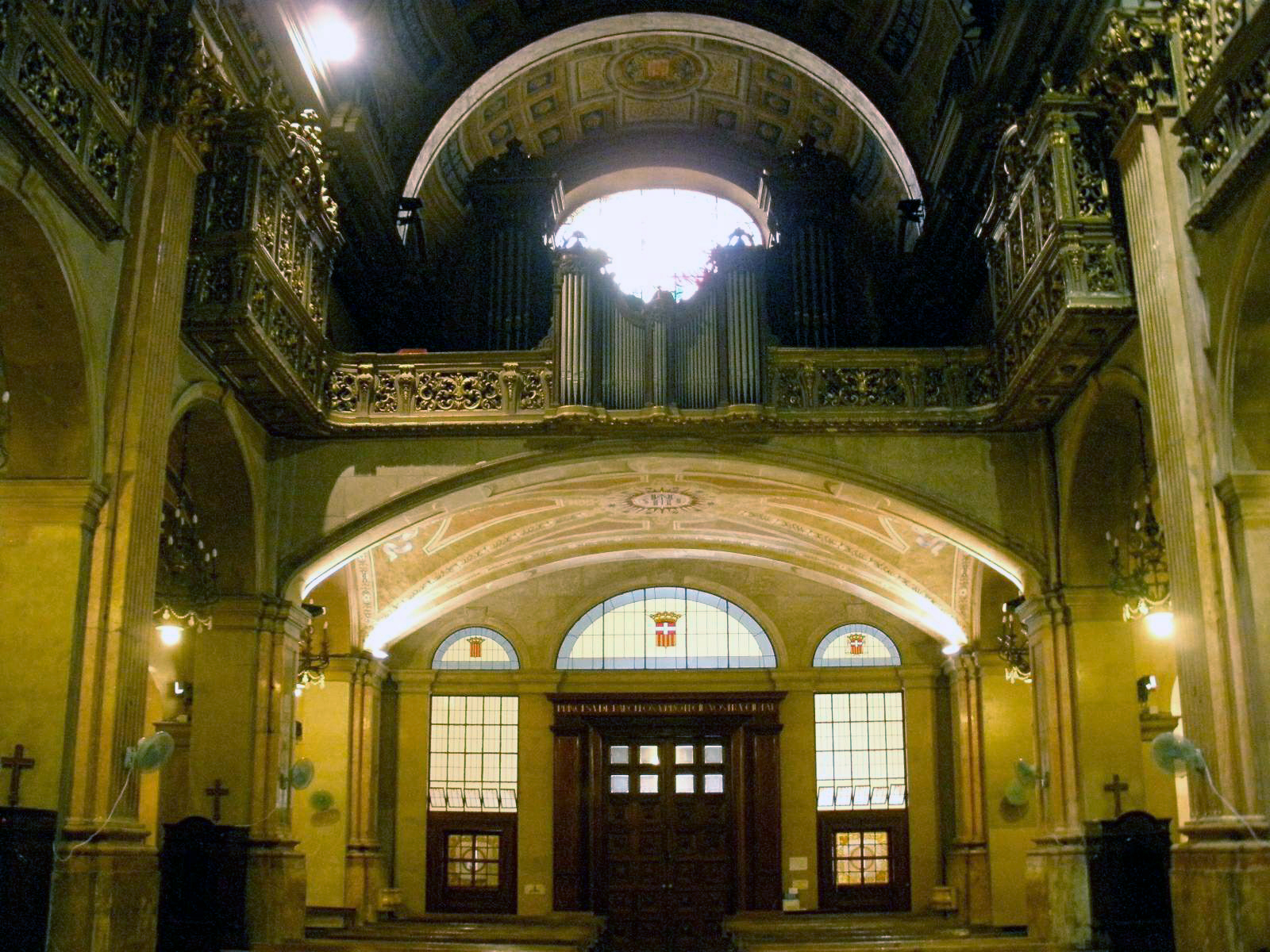
Tribuna amb el nou orgue

### Exterior
La façana principal del temple s'obre a la Plaça de la Mercè, on es localitzen les tres entrades a l'interior. Aquest frontis segueix els models compositius contrareformistes, que tenen com a base il Gesù de Roma, i s'organitza amb dos cossos horitzontals o nivells, perfectament delimitats per un potent entaulament. El cos inferior destaca per la seva composició curvilínia, tot disposant d'un tram frontal i dos frontis laterals de secció còncava on es disposen les portes secundàries que donen pas al pòrtic.
La gran portalada monumental d'accés al temple se situa al tram central. Es tracta d'una obertura de gran alçada amb llinda recta i flanquejada per dues columnes d'ordre corinti que soporten un entaulament, a sobre del qual es disposa un frontó semicircular. Entre l'entaulament i el frontó es localitza una placa de marbre on hi ha una inscripció en llatí que fa referència a la fundació de l'ordre dels mercedaris a Barcelona. Aquest nivell inferior i el conjunt de la porta, es troben emmarcats per dos parelles de pilastres d'ordre jònic amb garlandes que es disposen sobre d'un basament.
A sengles costats del tram central de la façana es desenvolupa un frontis còncau on es localitzen les portes laterals d'accés al pòrtic del temple. Aquestes portes es configuren com una obertura de menor alçada que la central, amb llinda recta i muntants motllurats, tot rematant-se amb un element en cornisa que (a manera de guardapols) se sosté sobre de dues petites mènsules esculpides. Aquesta cornisa constitueix la base per damunt la qual es desenvolupa un element decoratiu em mig relleu, amb formes curvilínies i que disposa al centre d'un motiu floral on hi ha una inscripció; a la del costat de la Epístola es pot llegit NON FECIT TALITER OMNI PS.147. Aquests dos trams laterals de la façana disposen només d'un nivell d'alçat i es rematen amb una cornisa que es culmina, a la zona dels extrems, amb uns gerros decoratius amb elements florals.
Al tram central de la façana (a continuació de l'entaulament que remata el cos inferior) es desenvolupa un pis superior que es correspon amb la nau central del temple. Aquest cos disposa d'una gran rosassa ovoide motllurada, emmarcada per una garlanda i rematada a la part inferior i superior per uns elements escultòrics amb volutes. Aquest cos queda flanquejat a sengles costats per dues parelles de pilastres que segueixen l'eix vertical del pis inferior i que sostenen un entaulament on es desenvolupa un gran frontó triangular.
Adossada al costat de l'Epístola hi ha la torre del campanar, la qual es desenvolupa a partir del coronament de la capella més propera a la façana del temple. Es caracteritza aquest campanar per la rotunditat de la seva estructura i composició, amb una base quadrada a sobre de la qual es desenvolupen tres trams més de planta octogonal, el primer dels quals es disposa a manera de basament de transició entre ambdues formes. El pis superior de la torre disposa d'unes obertures on es poden observar les campanes del temple.

### Interior
Destaca de l'interior la gran alçada del conjunt i la profusa decoració existent, a base de materials nobles, motllurats i pintura mural, així com la gran cúpula al creuer amb un tambor totalment calat i un cos de finestres circulars.
A sengles costats de la nau central s'obren les laterals a través d'un cos d'arcuacions de mig punt separades per pilastres de fust estriat, les quals es desenvolupen a sobre d'un basament i es coronen amb un capitell d'ordre corinti. Aquestes pilastres s'estenen fins l'arrencament de la coberta, tot emmarcant també el pis superior de les naus laterals, el qual s'obre a la nau central amb un seguit d'obertures cobertes per una mena de gelosies amb un discret voladís i una profusa decoració a base de traceries i elements motllurats daurats.
Al costat de les naus laterals es disposen les capelles del temple, quatre a cada costat i amb diferent advocació. Aquestes es complementen amb l'anomenat Cambril de la Mare de Déu, l'accés del qual es troba a la zona de la capçalera (banda de l'Evangeli). Una escala permet accedir a l'estança on es troba el doble accés al Cambril, on es localitza la imatge gòtica de la Mare de Déu, atribuïda a Pere Moragues i que forma part del retaule del conjunt, visible des de les naus del temple. No obstant, el nen és del segle xv.
Pel que fa a les capelles, al costat de l'Evangeli hi ha la de Sant Miquel, Sant Pere i Sant Pau; la de la Soledat; la de la Mare de Déu de l'Esperança i la de Sant Pancraç. Al costat de la Epístola s'hi troben de la capçalera al peus: la de Sant Josep, Sant Antoni de Pàdua i Sant Antoni Abat; la de la Mare de Déu del Carme, dels Desemparats i Santa Teresa del Nen Jesús; la de la Mare de Déu de Montserrat, Sant Ramon, Sant Honorat i Sant Josep Oriol i finalment a tocar la façana, la de Sant Iu.
Al transsepte hi ha dos altars de gran rellevància tant per la seva advocació com per la seva estructura; el de la banda de l'Evangeli es troba dedicat a Santa Maria de Cervelló i el de l'Epístola a Sant Pere Nolasc, Sant Bartomeu Apòstol i Santa Teresa.
Durant les festes de la Mercè de setembre de 2018 es va estrenar el nou orgue de la Basílica, amb un festival que inclogué tres concerts els dies 21, 22 i 23. És un instrument de 2.800 tubs, construït al taller Grenzing i finançat mitjançant el patrocini de La Caixa, l'Ajuntament de Barcelona i més d'un centenar de padrins.

## Personatges associats a la Mercè
- Santa Maria de Cervelló (1230-1290) té les restes al sepulcre de l'altar del seu nom, al transsepte.
- El poeta i pintor Pere Serafí hi fou enterrat, però se n'han perdut la tomba i les restes.
- S'hi enterrà el malaurat Dalmau de Queralt i Codina, Comte de Santa Coloma, Baró de Queralt i Virrei de Catalunya mort durant el Corpus de Sang
- Manuel Mariano Ribera (Cardona, 1652 - Barcelona, 1736), mercedari i cronista, prengué els hàbits i fou prior en aquest convent.
- Pere Pau Montaña i Placeta (Barcelona, 1749 - 1803), pintor, és enterrat davant la Capella dels Dolors, en el lloc marcat per una llosa amb el nom.
- El cantant Antoni Oliveres i Mata, de mitjan segle xix i que triomfà com a tenor en la Capilla Real de Madrid, fou membre de la capella musical de l'església.
- Sinibald de Mas i Sans (Barcelona, 1809 — Madrid, 1868), diplomàtic, viatger, escriptor poliglot, lingüista i pintor, és enterrat a l'església.
- José María de Urquinaona Bidot (1814-83), bisbe de Barcelona, és enterrat al sepulcre del transsepte, projectat per Joan Martorell i Montells i esculpit per Agapit Vallmitjana.
- Urbà Fando i Rais (Barcelona, 1855-Porto, 1911), compositor de sarsuela en català, amb nombroses representacions als diversos teatres barcelonins. Va fer part del seu aprenentatge musical a l'escolania de la basílica i en fou també organista, a més de mestre de cors al Liceu.